# Gubbi
Gubbi è una suddivisione dell'India, classificata come town panchayat, di 16.802 abitanti, situata nel distretto di Tumkur, nello stato federato del Karnataka. In base al numero di abitanti la città rientra nella classe IV (da 10.000 a 19.999 persone).

## Geografia fisica
La città è situata a 13° 18' 38 N e 76° 56' 40 E e ha un'altitudine di 766 m s.l.m..

## Società

### Evoluzione demografica
Al censimento del 2001 la popolazione di Gubbi assommava a 16.802 persone, delle quali 8.631 maschi e 8.171 femmine. I bambini di età inferiore o uguale ai sei anni assommavano a 1.794, dei quali 932 maschi e 862 femmine. Infine, coloro che erano in grado di saper almeno leggere e scrivere erano 12.705, dei quali 6.889 maschi e 5.816 femmine.